# Yin Xi

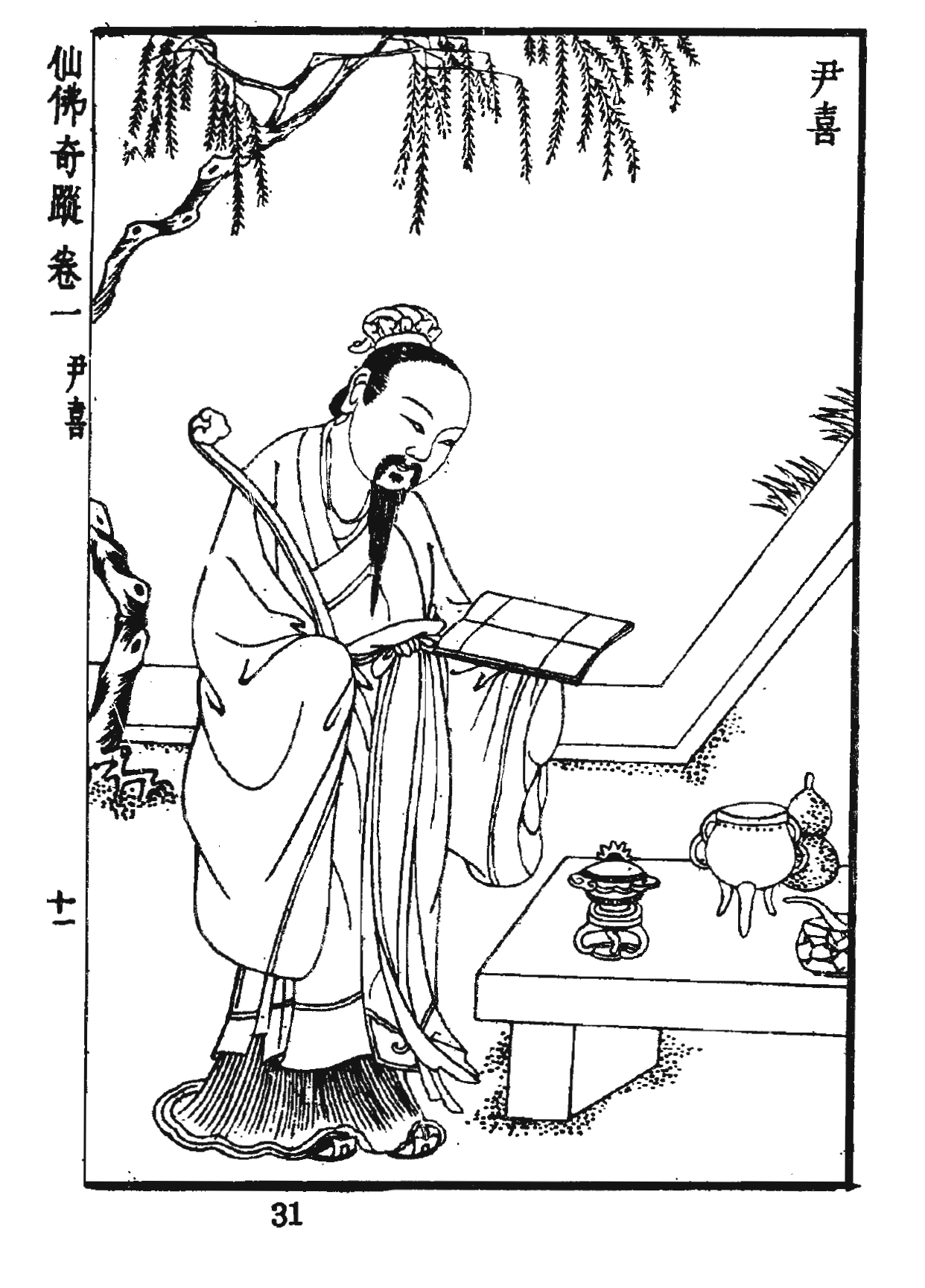
Un retrato de Yinxi.

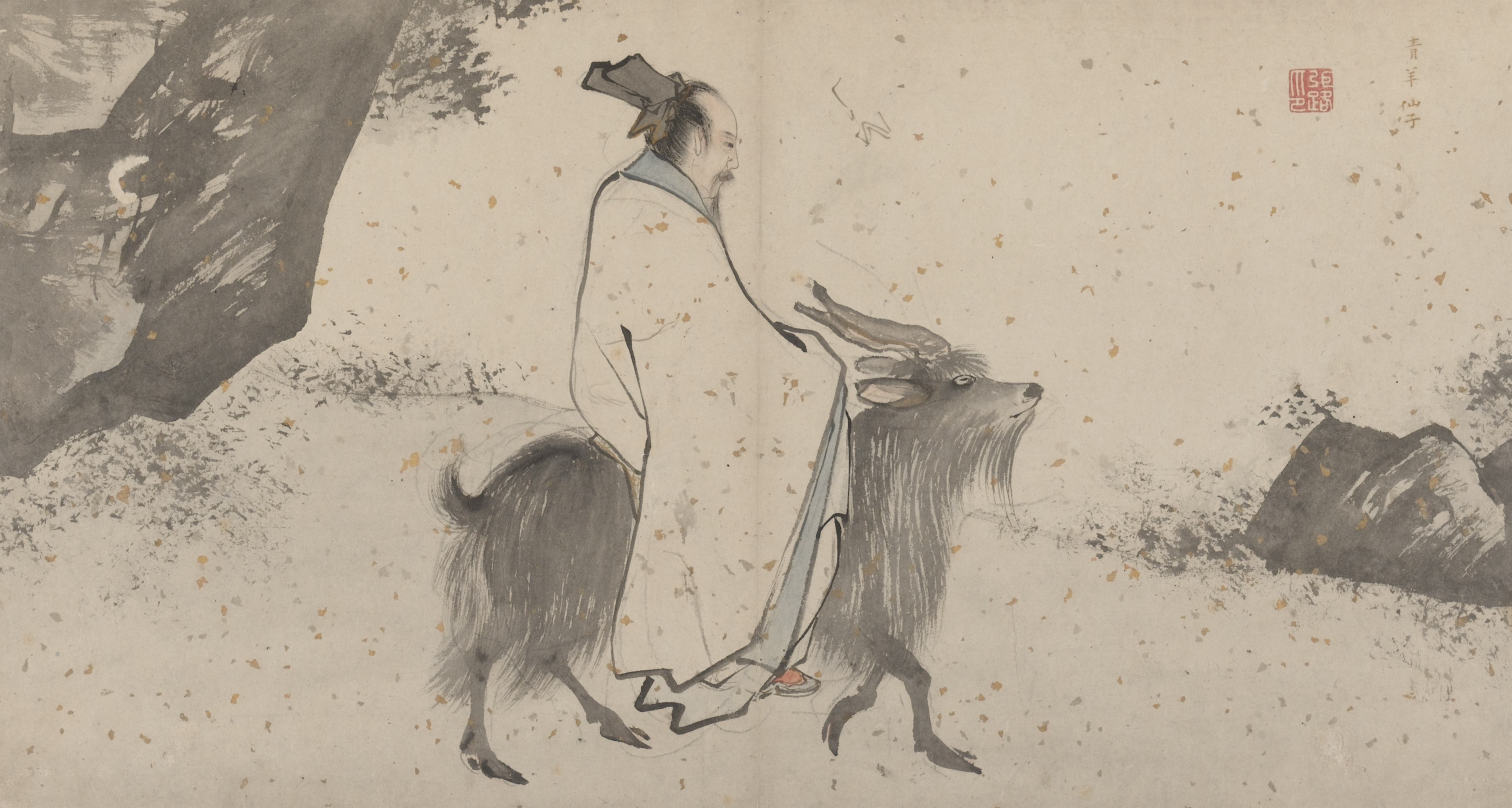
Yinxi, el "carnero azul-verde trascendente" (Qingyang xian, 青羊仙), pintura de Zhang Lu (1464-1538)

Yinxi, anteriormente romanizado como Yin-hsi (chino mandarín: 尹喜; pinyin: yǐn xǐ ), fue una figura legendaria de la China Zhou . Se decía que había sido guardia en la puerta occidental de la capital de Zhou, Chengzhou (actual Luoyang), o, alternativamente, en el paso occidental del valle que salía de Luo – Yi .  Su propia sabiduría le hizo detener a Laozi en su camino a través de la puerta y, supuestamente, consiguió importunar al sabio para que compusiera el Tao Te Ching antes de permitirle el paso.
Más tarde escribió un libro titulado Guan Yi, de profundos conocimientos y venerado por futuros eruditos. Más tarde también fue considerado un antiguo sabio.
Su propio libro, el Clásico perfecto del principio de las escrituras del camino supremo (無上妙道文始真經;  ) se perdió en el período Han y las versiones posteriores se consideraron falsificaciones. 